# Mètode Bertillon

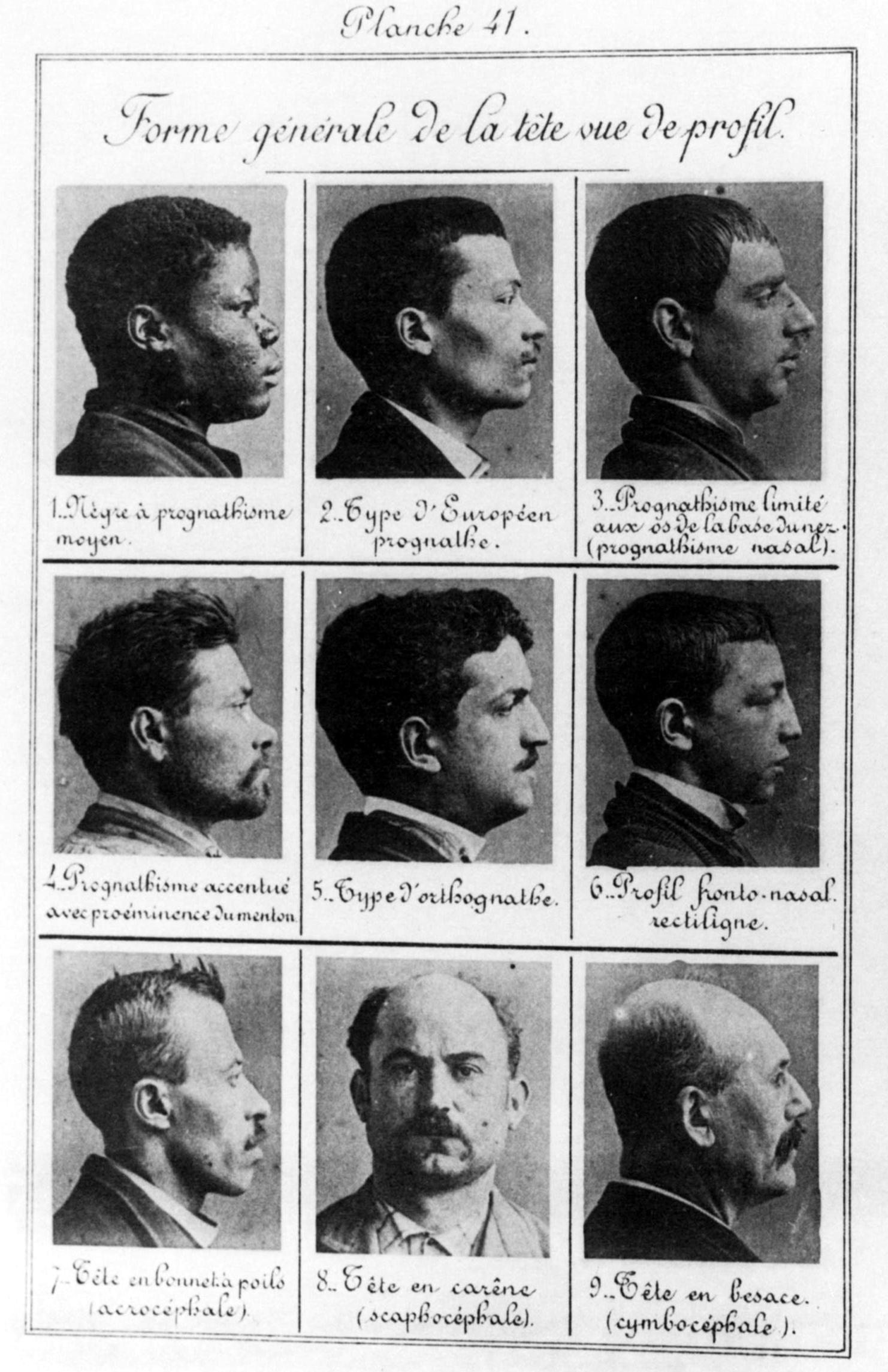
Tipus de perfils. Placa publicada en Identification anthrométrique, 1893

El mètode Bertillon o "Bertillonatge" va ser un procediment d'identificació antropomètric desenvolupat el 1880 per l'antropòleg i integrant de la Prefectura de París Alphonse Bertillon (22 d'abril de 1853, París, França - 13 de febrer de 1914, París, França). Aquest sistema va ser creat amb el propòsit d'identificar delinqüents, encara que anessin disfressats o maquillats per tal d'evitar ser reconeguts, mitjançant una classificació i un precís mesurament de tots els ossos del criminal (havent-se ja desenvolupat fins a l'edat adulta). El Bertillonatge es basa en la idea que, malgrat que les mesures d'un os d'una persona coincideixin amb la del mateix os d'una altra, és molt poc probable que l'estructura òssia d'un humà sigui exactament igual a la d'un altre, és a dir, es basa en l'homologia projectiva.

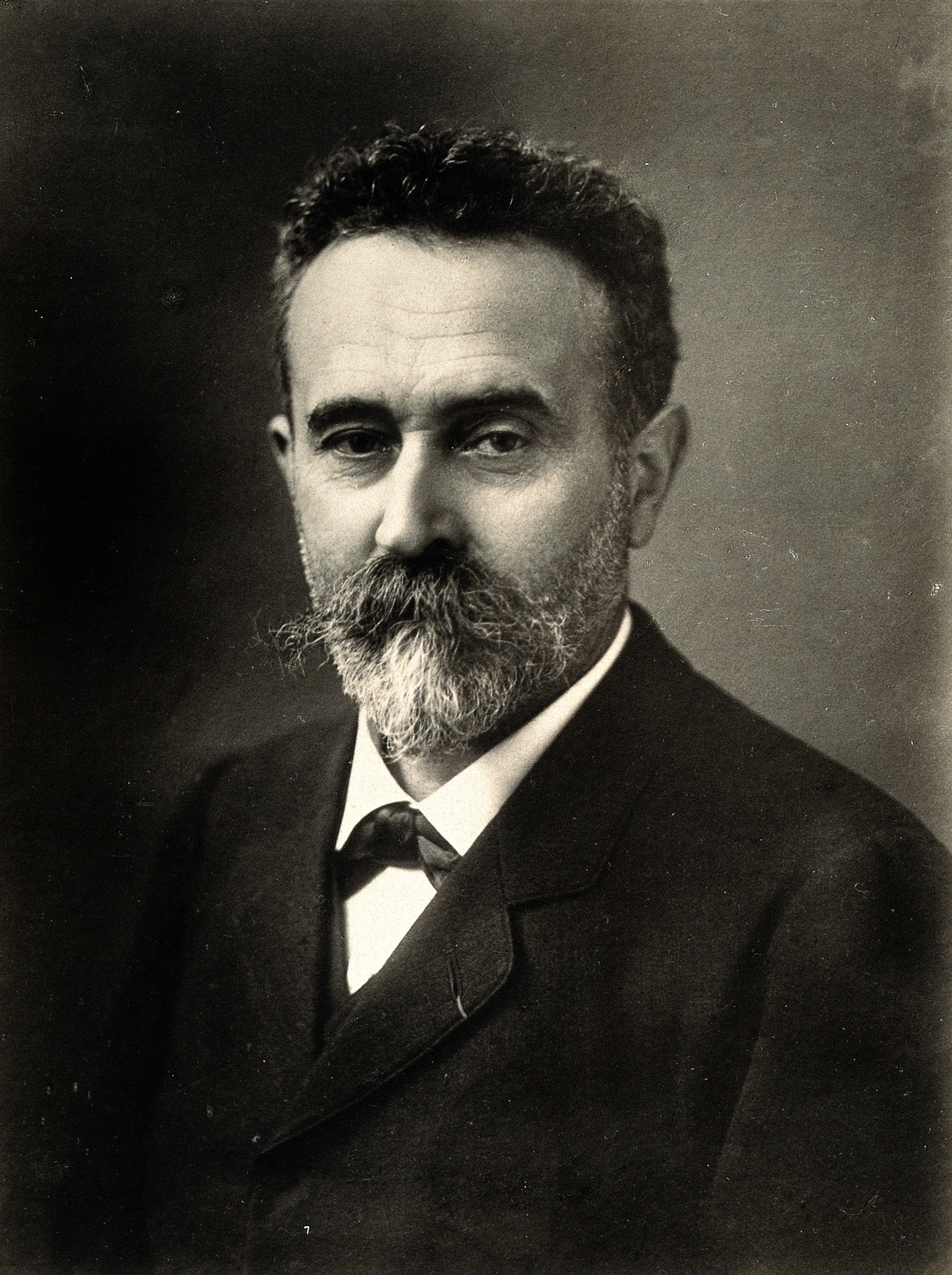
Retrat d'Alphonse Bertillon

## Història
Al 1824 va néixer la fotografia per contacte després de l'invenció de l'heliògraf per Joseph Nicéphore Niépce. Durant 1838, Louis J. M. Daguerre va inventar el daguerrotip, el qual trigava 30 minuts en "positivar-se". D'aquesta manera, a partir de 1840, va estar una de les eines utilitzades per la policia de França per identificar els delinqüents, fotografiant el seu rostre al costat de la il·lustració atès que va ser un mètode més ràpid que l'heliògraf (el qual trigava de 3 a 4 hores en exposar-se i la imatge es configurava en un suport molt fràgil: una placa de plata fina).
Als inicis d'aquesta pràctica, les fotografies intentaven ser el més objectives possible de forma que poguessin funcionar com a carte de visiti. No obstant això, les fotografies es feien des d'un sol angle - frontal - el qual no era suficient per Alphonse Bertillon quan va accedir a la Prefactura el març de 1879. A més, tots dos procediments comportaven altres inconvenients: com la possibilitat que els delinqüents fessin ganyotes al moment del retrat, que la il·luminació de l'estudi manipulés la imatge o, fins i tot, que la grandària de la imatge alterés les proporcions del retratat.

### El procediment
Així doncs, Bertillon va començar a prendre mesures reals de l'altura dels presos; l'envergadura dels braços oberts i el contorn del bust amb la persona asseguda, la longitud i l'amplitud del cap, la longitud del dit mitjà de la mà esquerra, del peu esquerre i de l'avantbraç esquerre. D'entre aquestes mesures s'incloïa la del cap; que es mesurava amb un compàs des d'en mig de les celles fins al clatell i, per a l'amplària, de parietal a parietal. El dit cor el mesurava mitjançant un peu de rei d'angle recte sobre la mà o el peu, i l'avantbraç amb l'individu estès sobre un tauler de mesures.
Els grups de mesures es categoritzaven en llarga, mitjana i curta.

## Escoles criminalistes
Depenent del procediment utilitzat per avaluar com ha pogut arribar una persona a ser un criminal, s'entén que existeixen diversos corrents:

### Escola clàssica o liberal
Confiava en què els humans consten del lliure albir, de manera que qualsevol persona podria cometre actes il·legals, com l'assassinat o el robatori. D'aquesta forma, per evitar que un criminal tornés a cometre una il·legalitat, era necessaria l'instrucció.

### Escola positivista
Sota el corrent filosòfic del positivisme, aquesta escola postulava que ser criminal és una condició de naixement de la qual pateixen alguns individus, els quals cal castigar. De tal manera, si la predisposició natural d'un individu sempre ha estat present en aquest, és possible predir qui es converteix en un delinqüent mitjançant el coneixement físic i científic d'aquells ja empresonats.
Aquesta escola va néixer sota l'influència de la frenologia (Europa, sXVIII), la qual afirmava que el cervell consta de vint-i-set facultats diferents, les quals donen forma al contorn cranial segons quines estàn més desenvolupades i quines menys.

### Escola antropològica criminal
Va néixer a Itàlia durant el 1860 gràcies al metge César Lombroso, que inicialment s'encarregava de perseguir bandits en la milícia del Piemont i que, al 1870, durant el seu treball com a metge en un hospital psiquiàtric, va començar a analitzar els cranis dels criminals que hi habitaven. D'aquesta forma, al 1876, després d'analitzar a quatre-cents delinqüents, va publicar els resultats dels seus estudis al seu llibre "L'Uomo delinquente". En aquesta publicació, conclou que "els trets fisiològics de cada criminal corresponen i determinen el tipus de crim que pot cometre, doncs des del seu naixement el delinqüent està destinat a ser-ho sense possibilitat de canviar"
Entre els criminals, s'ha pogut determinar suficientment el nas del lladre i el de l'estuprador. El lladre presenta, en la seva majoria, el nas rectilini (40.4 per l00); en bastants casos còncau (23.32 per 100); amb base freqüentment aixecada (32.13 per 100); en moltes ocasions, curt (30.92 per 100); llarga (53.28 per 100); aixafat (31.33 per 100); i algunes vegades desviat (37.6 per 100). Els estupradors tenen, gairebé sempre, el nas rectilini (54.5 per 100), aixafat (50 per 100) i desviat (50 per 100), però de mitges dimensions […]. Adverteixi's per tant, que si el perfil rectilini i l'adreça desviada distingeixen el nas del criminal d'el del normal, la longitud, latitud i protuberància caracteritzen suficientment entre si els diferents tipus de criminals.

## Teoria de Bertillon
Abans de començar amb els seus estudis, Alphonse Bertillon es va plantejar una sèrie de punts universals i estratègics en referència a l'anàlisi de la imatge del delinqüent:
1. El marcador: el subjecte de la fotografia. En aquest cas es tractaria del criminal.
2. La representació: com es realitzen aquestes imatges.
3. El reconeixement: codificació de les mesures preses mitjançant el calibre i la taula de mesures al costat de les fotografies preses.
4. La classificació: descripció final determinada mitjançant l'organització de diferents components.[8] La fitxa policial, la qual va ser revolucionaria, inclou les fotografies del delinqüent, dades personals, descripcions i mesures físiques, a més de les característiques fisonòmiques o marques.

D'aquesta manera, per poder "reconèixer" o "identificar" una persona (la qual cosa Bertillon considera com la capacitat fonamental de la fotografia) entren en joc els paràmetres de la càmera (obturació, lent, diafragma) i les característiques químiques del suport fotosensible.

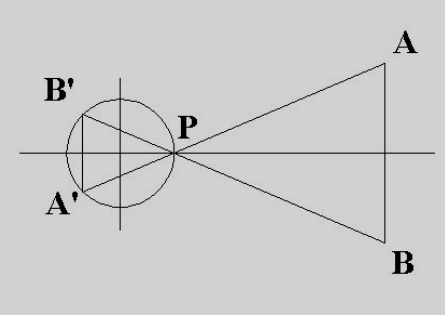
Principi projectiu del sistema ocular humà.

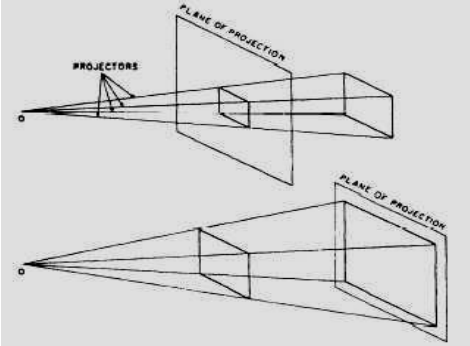
Geometria projectiva d'una càmera convencional (una sola lent que permet l'accés d'una quantitat determinada de llum sobre un suport fotosensible).

Com es pot entregar la imatge menys probable de ser confosa, la imatge que serà la menys exigent per ser relacionada amb la primera? Però, no és suficient fer només sobre les preguntes dels criminalistes. Cal anar més enllà per preguntar quin és més clau des d'una perspectiva fotogràfica, per ser específic: «Quines són les regles que, en la fotografia, fan concebibles aquestes capacitats específiques, i les fan poderoses perquè la policia les utilitzi?» i: «Quin és la idea de «semblança» que produeix la fotografia, i quina és la idea de «prova reconeixible» a través de la fotografia?
Així doncs, Bertillon va estandarditzar el mètode utilitzant la seva pròpia homologia projectiva, és a dir utilitzant les imatges realitzades de tal forma que es pogués observar una relació de correspondència entre diverses parts del cos de la mateixa persona. Per dur-ho a terme, inicialment, va realitzar una sèrie d'il·lustracions per explicar el mètode de mesurament mitjançant la fotografia.
- El subjecte en posició de soldat sense arma. Fotografia de perfil (cara interior de les mans tocant els malucs), fotografia frontal (cara interior de la mà cap a davant); fotografia posterior (on es veu la cara exterior de la mà).
- Cara interna dels membres superiors del subjecte (amb ell en posició de soldat sense arma). Fotografia zenital.
- Cara externa dels membres superiors del subjecte (amb ell en posició de soldat sense arma). Fotografia zenital.
- Cara interna de la mà dreta del subjecte, a part de l'esquerra, (amb ell en posició de soldat sense arma). Fotografia zenital.
- Cara externa de la mà dreta del subjecte, a part de l'esquerra, (amb ell en posició de soldat sense arma). Fotografia zenital.
- Perfil del rostre del subjecte des del costat dret. Fotografia a l'altura del nas del subjecte on s'observa la part superior del crani fins a les clavícules. Aquesta és una de les imatges més importants ja que s'estudiava la forma del nas, la de les orelles, el front i el cap de manera meticulosa.
- Rostre frontal del subjecte. El centre de la lent està situat a l'alçada del lòbul del nas.
- Tronc frontal del subjecte (en posició de soldat sense arma).
- Tronc posterior del subjecte (en posició de soldat sense arma).[9]

Finalment, es va limitar tota aquesta quantitat de possibles fotografies a les frontals i de perfil del rostre, posat que, el retrat frontal, permet identificar més fàcilment al delinqüent, i el lateral d'aquest no canvia amb l'edat. A part de l'estudi de les fotografies, aquest anava acompanyat de tot l'estudi de mesurament; els quals quedaven registratss en forma de fitxa de cada criminal.

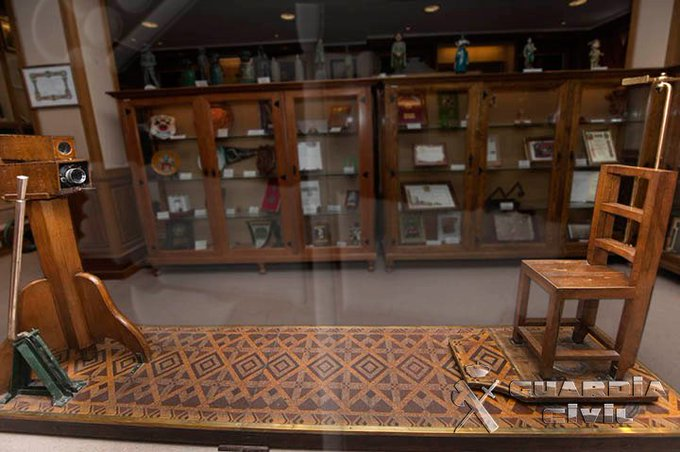
Silla Bertillon i càmera fotogràfica en el museu de la Guàrdia Civil Espanyola a Madrid.

En el seu llibre "La photographie judiciaire" assenyala que les fotografies han de ser realitzades durant el matí amb una llum homogènia mantenint el mateix punt de vista, distància focal de la lent i distància entre el subjecte i el fotògraf.
Mantenir una mateixa postura per cadascun dels criminals és complicat, de manera que Alphonse Bertillon va crear la "cadira Bertillon".
A més, l'antropòleg assenyala que no es pot alterar cap marca o característica fisonòmica del subjecte ni abans ni durant ni després de "la representació" (el moment de fer la fotografia i quan aquesta es revela).
Es tracta d'un seient conformat per una barra posterior ajustable en forma de "L" invertida situada a la part posterior del suport de l'esquena, que serveix per mantenir el cap del subjecte - al costat del seu cos - de manera rígida. També integra un sistema de rotació que permet la realització de fotografies tant de perfil com frontalment, sense la necessitat que el pres canviï de posició o es mogui, alterant així el procediment.

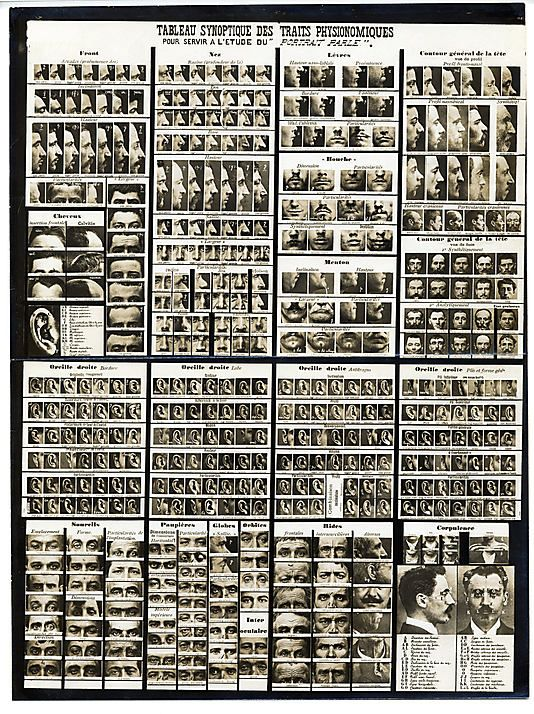
Taula sinòptica dels trets fisonòmics realitzada per Alphonse Bertillon.

Així doncs, amb la intenció de crear un sistema universal, simple i lògic perquè tots els cossos policials el poguessin utilitzar, Alphonse Bertillon va crear un arxiu fotogràfic en el qual es podien observar moltes de les característiques fisonòmiques possibles d'un subjecte: un quadre sinòptic.
A més d'això, en tractar-se d'un estudi individual de cada pres, també va modificar la fitxa policial de llavors - que arriba fins a l'actualitat - afegint una imatge del rostre de perfil i una altra frontal de cada persona.

### Decadència del mètode
Com el bertillonatge no depenia únicament dels factors tècnics de la càmera, sinó que també hi existia un factor humà en el procés de mesurament, era possible que succeïssin errors entre els nombres de les mesures i els noms dels presos.

#### El cas de Will i William West als Estats Units
El bertillonatge als Estats Units va ser instaurat durant el 1887. Al 1903, Will West, un home del nord-est de Kansas que havia comès un delicte menor, va ser confós amb un home anomenat William West a la Penitenciaría de Leavenworth. Allà el van informar de que ja estava complint amb la seva cadena perpètua a la presó quan realment no era així; el seu rostre era molt semblant al de l'home que estava vivint la condemna més llarga.
Aquest conegut error, va suposar que el mètode Bertillon anés complementat amb la dactiloscopia, la identificació biomètrica a través de les empremtes dactilars, basat en un estudi realitzat el 1882 per Francis Galton.

## El Bertillonatge a Espanya
Barcelona va ser la primera ciutat espanyola en incorporar el bertillonatge durant 1895, quan el Govern Civil de la ciutat comtal va crear el primer Gabinet Antropomètric i Fotogràfic amb la intenció d'identificar possibles criminals i avaluar la condició fisiològica dels ja detinguts.
Més tard, al 1896, l'Adreça d'Institucions Penitenciàries va crear, a les presons, el Servei d'Identificació Antropomètric basat en el mateix mètode, estenent el bertillonatge per tot Espanya.

## Biomètrica en l'actualitat

### Ocupació a la Xina
El reconeixement facial està legislat pel marc de protecció anomenat "Llei de Ciberseguridad de les Persones de la Republica Popular de la Xina" efectiva a partir de l'1 de juny de 2017. Aquest document legisla les operacions a la xarxa: des de la seva recopilació de dades, el seu ús i la protecció de la informació personal; com la biomètrica del rostre com a aspecte identitari.

#### Llei de setembre de 2019
El setembre de 2019 va entrar en vigor una nova llei a la Xina que obligava a les empreses de telecomunicacions del país a registrar biomètricament a aquells usuaris que canviessin de telèfon. Així doncs, la normativa pretenia "protegir els drets i interessos legítims dels ciutadans dins el ciberespai" posat que el seu objectiu fonamental és evitar els delictes i fraus informàtics o a la xarxa.
Malgrat les intencions de seguretat nacional, aquesta nova llei compromet la privadesa dels usuaris atès que el seu funcionament s'aplica després de signar un contracte a un nou telèfon mòbil o a una subscripció de dades mòbils, on, a més de mostrar la seva targeta d'identificació i prendre's fotografies - com es feia anteriorment -, s'han d'escanejar el rostre per codificar la informació aportada inicialment i seguir, posteriorment, les seves accions en línia.

#### El cas de l'Institut de Secundària Núm.11 - Hangzhou
Al 2018, l'Institut de Secundària número 11 de la ciutat xinesa de Hangzhou, Zhejiang, va instal·lar càmeres Hikvision amb tecnologia de reconeixement facial a les aules, concretament sobre les pissarres. Aquestes escanejaven els rostres dels estudiants en només 30 segons i, després que un programa analitzés les imatges, es classificaven les seves expressions en 7 emocions (feliç, trist, decebut, molest, espantat, sorprès i neutre). Finalment, un algoritme, al costat de la categorització de cadascun dels sentiments, mesurava el seu nivell de concentració i aportava una puntuació - que acabava sent projectada en un monitor del passadís de l'escola.
En aquest cas, no s'utilitza la biomètrica per determinar si una persona cometrà delictes o no a partir dels seus trets físics o les seves expressions, no obstant això, també s'aplica un puntaje - que en comptes de servir com a percentatge de probabilitat de criminalitat - permet comparar el rendiment acadèmic de les persones.
Malgrat que aquesta tecnologia s'ha estès en moltes institucions educatives de la Republica Popular de la Xina, a causa de l'encubrimient de la meitat de la cara per l'ús de mascaretes durant la pandèmia del COVID-19, algunes escoles han deixat de fer-la servir. El funcionament de les càmeres de reconeixement facial es feia molt lent a causa de la impossibilitat d'analitzar els rostres semicoberts dels alumnes, provocant així llargues cues i esperes per accedir a les aules i dormitoris.